# ويليام باركر (جندي)
ويليام باركر (بالإنجليزية: William Parker)‏ هو جندي أمريكي، (ولد في بوسطن في الولايات المتحدة 1832  م).